# Mohamad Al Hasan
Mohamad Al Hasan (arabisch محمد الحسن, DMG Muḥammad al-Ḥasan; * 21. Januar 1988 in Manbidsch) ist ein syrischer Fußballspieler.

## Karriere
Mohamad Al Hasan stand 2010 bei al-Hurriyya im syrischen Aleppo unter Vertrag. Mitte 2010 wechselte er zu al-Ittihad, einem Verein, der ebenfalls in Aleppo beheimatet ist. 2013 unterschrieb er in Thailand einen Vertrag beim Erstligaaufsteiger Bangkok United. Mit dem Verein aus der thailändischen Hauptstadt Bangkok spielte er 14-mal in der ersten Liga, der Thai Premier League. 2014 kehrte er in seine Heimat zurück. Hier schloss er sich seinem ehemaligen Verein al-Hurriyya an. Mitte 2015 verpflichtete ihn der syrische Verein al-Wahda aus Damaskus. Seit 2020 steht er wieder bei seinem ehemaligen Verein al-Ittihad in Aleppo unter Vertrag.